# Quintino (mestre dos soldados)
Quintino (em latim: Quintinus) foi um oficial romano do século IV ativo durante o reinado do imperador Teodósio (r. 378–395). Como mestre dos soldados do usurpador Magno Máximo (r. 383–388), em 388 liderou uma expedição através do Reno contra os francos de Marcomero. Ele solicitou a ajuda de Nanieno, que foi recusada, e foi derrotado.